# 風間浦村
風間浦村（日语：／ Kazamaura mura */?）是位於日本青森縣下北郡的村，也是本州最北端的村。轄區地處下北半島西北部，北邊隔著津輕海峽與函館市相望，南邊則與陸奧市接壤。風間浦村的人口多集中在國道279號沿線，當地居民在生活方面則相當依賴陸奧市。村內的下風呂地區以日本最北端的下風呂溫泉鄉而聞名，每年吸引許多觀光客來訪。

## 地理
風間浦村境內約94%的面積被林野覆蓋，當地人口多集中在下風呂、桑畑、易國間與蛇浦4個聚落。易國間川與目瀧川則流經村内。

### 氣候
風間浦村春季至夏季受到挾帶涼冷空氣的東北風吹拂  ，梅雨季節則容易產生濃霧。當地的年均溫為9.8℃，年降雨量則約1200毫米。11月下旬當地會開始下雪，部分山間地帶的積雪深度可達1公尺以上，沿海地區的積雪量則較少。

## 歷史
風間浦村在內的下北地方在古時被稱為宇曾利鄉，江戶時代則被稱為北郡。而後當地由盛岡南部氏統治，並由設置在田名部 (現陸奧市) 的代官所管轄。1891年（明治24年）4月，下風呂村、易國間村與蛇浦村合併成現今的風間浦村。村名是從合併前各村各取一個字而成。

## 行政
- 村長：飯田雄一（2011年開始）
- 村議會：8人（無政黨7名、民主黨所屬1名）

## 產業
當地主要產業為漁業和旅遊業。

#### 漁業
- 下風呂漁港
- 易國間漁港
- 蛇浦漁港
- 桑畑漁港

### 郵便

#### 收集和遞送據點
- 郵便事業陸奧分店大畑集配中心

#### 郵政局
- 風間浦郵政局（84037）
- 易國間郵政局（84073）
- 蛇浦簡易郵政局（84713）

## 交通

### 路線巴士
- 下北交通
  - 佐井線：下北車站～陸奧公共汽車終點站～大畑車站～下風呂～易國間～蛇浦～大間～佐井車庫

### 道路
- 一般國道
  - 國道279號

## 觀光
- 下北半島國定公園
- 下風呂溫泉：在藩政時代，以治療刀傷及槍傷的效能的溫泉療養場而聞名。能夠觀看到津輕海峽，在晴天的時候更能遠眺北海道。溫泉為硫黃溫泉。井上靖的著作「海峽」以本村為舞台。
- 桑畑溫泉
- 海峽漁火公園：擁有能看到對岸的北海道的瞭望台、井上靖的文學石碑、同志社大學所創設的新島襄的停泊記念碑。
- 活墨魚儲備中心（『元祖 墨魚レース』於7～11月每週舉行2次，亦會把會場遷移到東京銀座）
- 海峽紀念路：下風呂地區的大間鐵道路線遺跡，其中一部份將準備作為觀光地方。

## 地域

### 教育
- 中學
  - 風間浦村立風間浦中學
  - 風間浦村立下風呂中學（於1989年3月廢校）
  - 風間浦村立易國間中學（於1986年3月廢校）
  - 風間浦村立蛇浦中學（於1986年3月廢校）
- 小學
  - 風間浦村立下風呂小學
  - 風間浦村立易國間小學
  - 風間浦村立蛇浦小學
  - 風間浦村立桑畑小學（已廢校）

### 金融機關
- 下北信用金庫風間浦分店

## 姊妹城市、友好城市

### 國內
- 椴法華村（已於2004年12月1日併入北海道函館市） - 於1991年11月2日締結友好城市。